# 1752
1752 (MDCCLII) a fost un an bisect al calendarului gregorian, care a început într-o zi de vineri.

## Nașteri
- 13 august: Maria Carolina a Austriei, soția regelui Ferdinand I al celor Două Sicilii (d.1814)
- 25 septembrie Michael Hißmann, filosof german din Transilvania (d. 1784)

## Decese
- 5 iunie: Carl I Ludwig Frederick, Duce de Mecklenburg-Strelitz (n. Karl Ludwig Friedrich zu Mecklenburg), 44 ani, tatăl reginei Charlotte a Marii Britanii (n. 1708)
- 3 septembrie: Grigore al II-lea Ghica, 56 ani, domn al Moldovei (1726-1748, cu intermitențe) și Țării Românești (1733-1752, cu intermitențe), (n. 1695)